# Kościół Oczyszczenia Najświętszej Maryi Panny w Kożuchowie

Rekonstrukcja układu przestrzennego miasta z XV – XVI w

Kościół pw. Oczyszczenia NMP w Kożuchowie – kościół parafialny należący do parafii pw. Matki Bożej Gromnicznej w Kożuchowie, dekanatu Kożuchów, diecezji zielonogórsko-gorzowskiej, metropolii szczecińsko-kamieńskiej. zlokalizowany w Kożuchowie, w powiecie nowosolskim, w województwie lubuskim.

## Historia
Kościół został wybudowany w połowie XIII wieku jako skromna, kamienna, jednonawowa budowla (według legendy miał powstać z fundacji Bolesława Krzywoustego już w 1125 roku). Pierwsza wzmianka pochodzi z 1272 roku z dokumentów księcia Henryka III głogowskiego. Po zniszczeniu w pożarze w 1339 r. został odbudowany i jednocześnie powiększony. Dalszej rozbudowy dokonano w XV w. dobudowując kaplicę, zakrystię i nawę boczną przy prezbiterium. Po kolejnym pożarze w 1554 r. podwyższono mury prezbiterium wyrównując je z murami naw, a dachy zastąpiono trzema równoległymi nakrywającymi poszczególne nawy. Także dach wieży do tej pory iglicowy został wzbogacony o krenelaż. W roku 1725 dobudowana została kaplica Oliwna. W 1840 r. ukończono budowę organów.

## Architektura
Wielokrotne przebudowy, modernizacje, rozbudowy spowodowały, że dzisiaj kościół jest trzynawową budowlą z kamienia i cegły. Główna bryła kościoła utrzymana jest w stylu gotyckim, wieża i jej dach prezentują styl barokowy natomiast sklepienie nawy oraz prezbiterium przebudowane zostało w epoce renesansu. Nawy i prezbiterium przekryte są sklepieniem krzyżowym, kaplice – krzyżowo-żebrowym, a zakrystia – sieciowym. Nawy wydzielone są ostrołukowymi arkadami wspartymi na ośmiobocznych kolumnach. W ściany naw podpartych na zewnątrz skarpami wmurowano kilkanaście renesansowych płyt nagrobnych.

## Wyposażenie
Większość wyposażenia kościoła pochodzi z okresu baroku z XVII i XVIII w.
Na uwagę zasługują:
- ołtarz główny – pochodzi z drugiej połowy XVIII w. Starsze są natomiast dwa umieszczone w nim obrazy: Ofiarowanie w świątyni (skrzydło północne) i Chrzest w Jordanie (skrzydło południowe). Po obu stronach umieszczono rzeźby św. Piotra i Pawła. Rokokowe tabernakulum wykonano z drewna polichromowanego w kolorze złotym.
- rzeźba Pietà – jeden z najcenniejszych obiektów w kożuchowskim kościele powstał prawdopodobnie w XVIII w. Obecnie znajduje się w kaplicy pw. Wszystkich Świętych. Nieznany jest obecnie jej autor, wiadomo tylko że reprezentował nurt rzeźby XVIII-wiecznej nawiązującej do późnego gotyku.
- ambona – z 1681 r. Wykonana z marmoryzowanego i złoconego drewna. Ozdobiona scenami z Nowego Testamentu, puttami, owocowymi girlandami i konchami.
- liczne obrazy olejne, m.in. Chrystus przed Kajfaszem, Chrystus przed Piłatem, Zstąpienie do piekieł, Jerzy walczący ze smokiem.
- organy – 23 głosowe, ukończone w 1840 r. przez Ludwiga Hartiga z Nowej Soli. Poświęcenia dokonano 29 listopada 1840 r. W roku 1992 przeprowadzono remont organów.

## Galeria

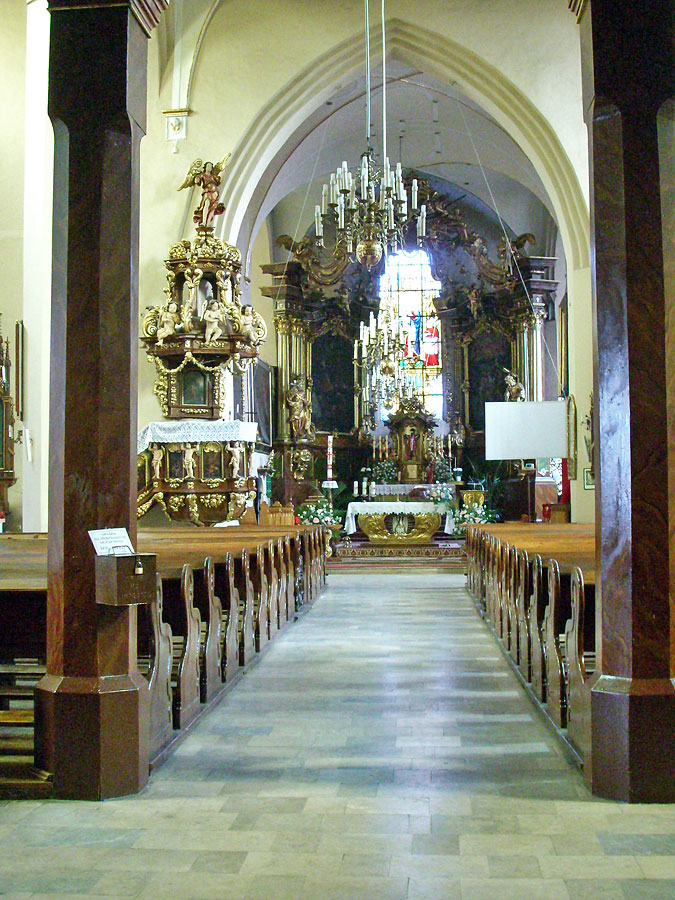
Wnętrze kościoła.
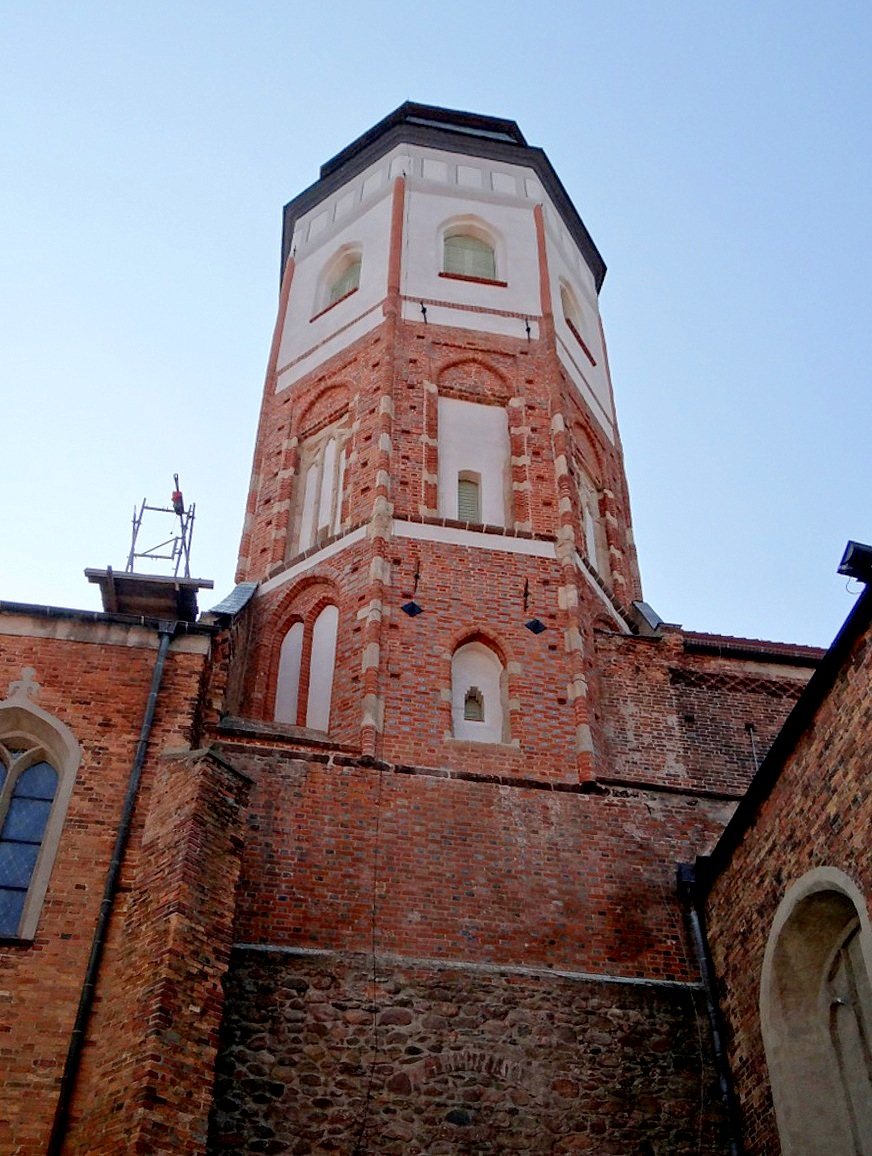
Wieża kościoła
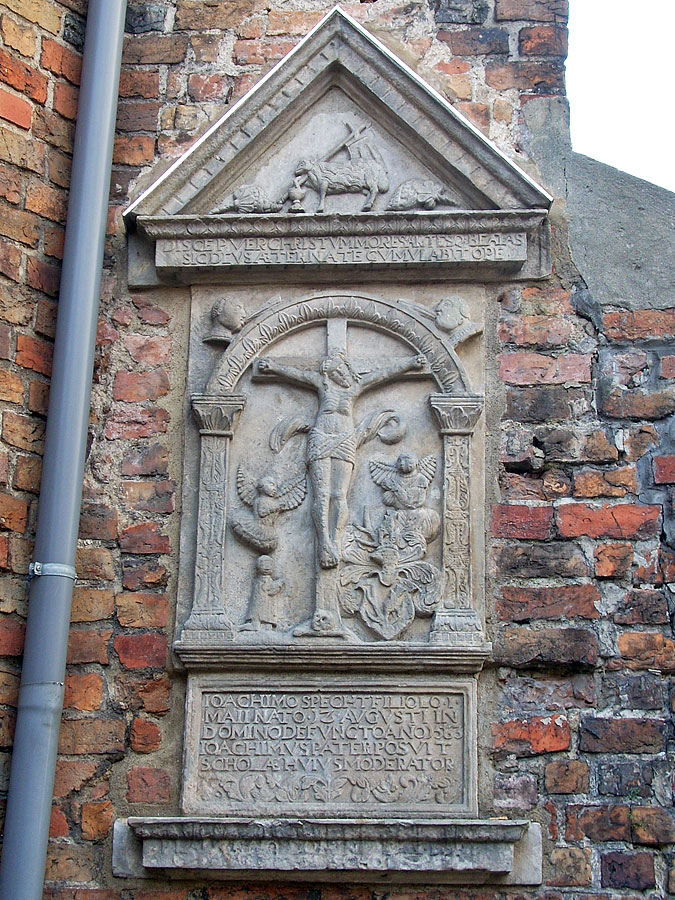
Epitafium
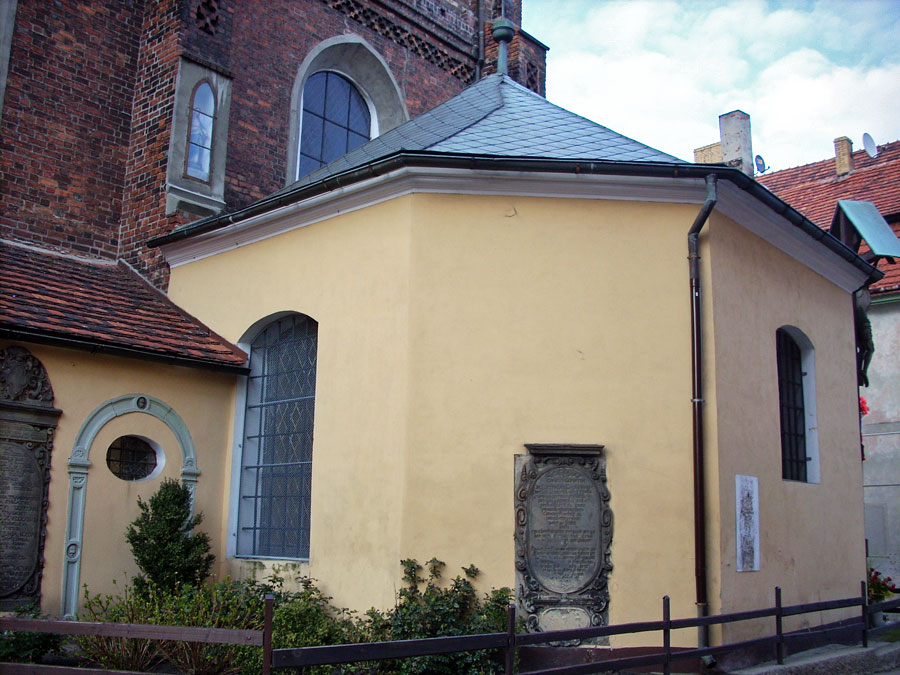
Kaplica Oliwna
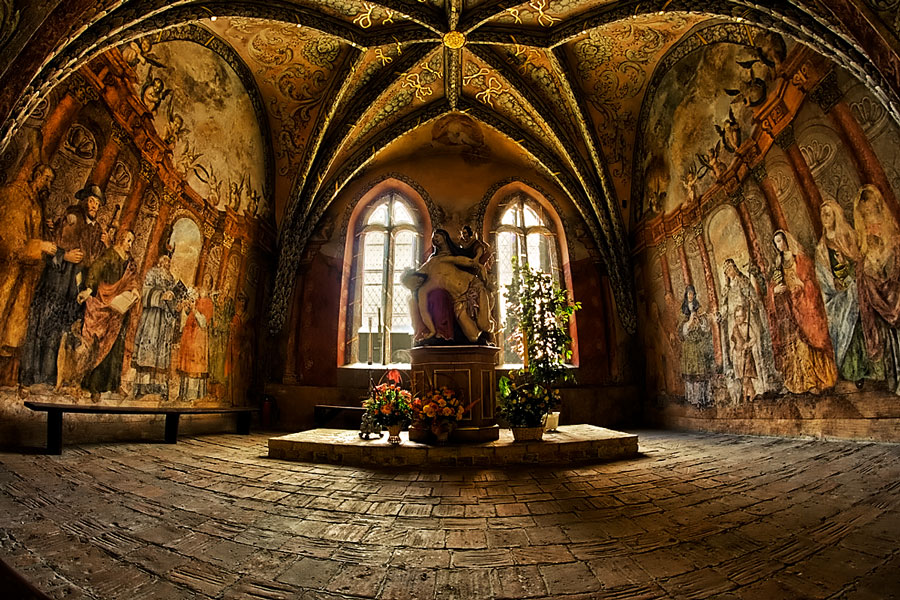
Kaplica Wszystkich Świętych i rzeźba Pieta
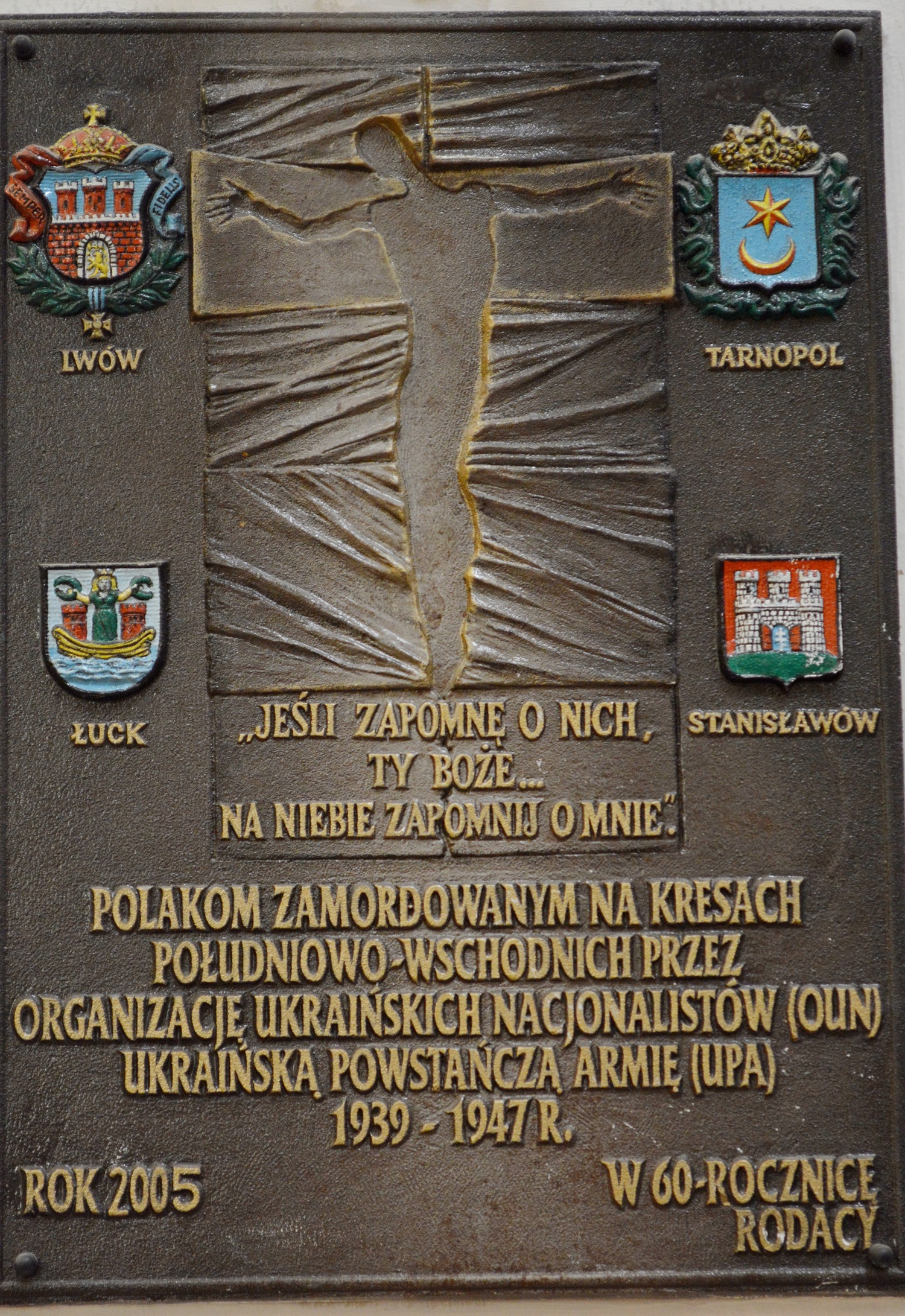
Tablica upamiętniająca ofiary ludobójstwa Polaków przez UPA